# آرت پاپ
آرت پاپ (انگلیسی: Art pop، همچنین به‌صورت art-pop یا artpop نوشته می‌شود) یک سبک از موسیقی پاپ است که با ادغام فرهنگ فرادست و پست هنر پاپ تأثیر می‌گیرد و که بر دستکاری نشانه، سبک و ژست بیش از بیان شخصی تأکید دارد. هنرمندان آرت پاپ ممکن است از رویکردهای پست‌مدرنیسم یا نظریه‌های زیبایی‌شناسی و همچنین اشکال دیگر هنر مانند مد، هنرهای زیبا، سینما و ادبیات آوانگارد الهام بگیرند.

## برای مطالعهٔ بیشتر
- Gendron, Bernard (2002). Between Montmartre and the Mudd Club: Popular Music and the Avant-Garde. University of Chicago Press. ISBN 978-0-226-28737-9.
- Harron, Mary (1980). "Pop Art/Art Pop: The Andy Warhol Connection".  In Hoskyns, Barney (ed.). The Sound and the Fury: 40 Years of Classic Rock Journalism: A Rock's Backpages Reader. Bloomsbury USA (published 2003). ISBN 978-1-58234-282-5. (نیازمند آبونمان)
- Waterman, Bryan (2011). Television's Marquee Moon. Bloomsbury Publishing. ISBN 978-1-4411-4529-1.